# William May
William May († 1560) fou un teòleg anglicà germà de John May, bisbe de la diòcesi de Carlisle. Estudià a Cambridge, on fou membre del Trinity Hall, i el 1537 president del Queens' College.
May donà suport efusivament a la Reforma Protestant. Signà els Deu Articles el 1536 i ajudà en la producció de The Institution of a Christian Man. Estigué molt relacionat amb la diòcesi d'Ely, essent-ne successivament canceller, vicari general i prebend. El 1545 fou nomenat prebend de la catedral de Sant Pau de Londres i degà l'any següent.
El seu informe favorable sobre els col·legis de la Universitat de Cambridge permeteren que se salvessin de la dissolució. Fou deposat durant el regnat de la reina Anna de la Gran Bretanya, però recuperà el seu càrrec de degà després de l'ascens al tron d'Elisabet I.